# Ischnura rhodosoma
Ischnura rhodosoma là một loài chuồn chuồn kim trong họ Coenagrionidae.
Ischnura rhodosoma được Lieftinck miêu tả khoa học năm 1959.